# Цурцумия, Александр Пехувич
Александр Пехувич Цурцумия (12 (25) ноября 1908 — 29 декабря 1941) — советский лётчик бомбардировочной авиации Военно-воздушных сил Черноморского флота в Великой Отечественной войне, Герой Советского Союза (22.02.1944, посмертно). Майор (25.10.1941).

## Биография
Родился 12 (25) ноября 1908 года в селе Голаскури (ныне Сенакского муниципалитета Грузии) в крестьянской семье. Грузин. Образование неполное среднее.
В Красную Армию был призван на срочную службу в октябре 1929 года. Служил в национальном грузинском стрелковом полку Кавказской Краснознамённой армии, в октябре 1930 года по личному рапорту направлен на учёбу и в 1931 году окончил Киевскую объединённую школу командиров РККА имени С. С. Каменева. После её окончания вновь служил на Кавказе до мая 1932 года, когда вновь убыл на учёбу, но теперь уже на лётчика. В 1933 году окончил 2-ю военную школу лётчиков имени Осоавиахима в Борисоглебске. Проходил службу в 71-м истребительном авиаотряде ВВС Черноморского флота старшим лётчиком и командиром звена. С февраля 1937 года служил командиром звена и командиром отряда в 43-й эскадрилье 71-й авиационной бригады ВВС флота. С мая 1938 года служил помощником командира эскадрильи в 40-м бомбардировочном авиационном полку ВВС ЧФ. В ноябре 1939 года назначен командиром эскадрильи. Освоил самолёт СБ. Член ВКП(б) с 1937 года.
В боях Великой Отечественной войны с июня 1941 года. В первые дни войны участвовал в налётах на военно-промышленные объекты на румынской территории, в последующие месяцы войны участвовал в обороне Одессы, Перекопа и в Донбасско-Ростовской оборонительной операции.
К началу июля 1941 года 63-я бомбардировочная авиационная бригада получила новые двухмоторные двухкилевые самолёты — 10 пикирующих бомбардировщиков «Пе-2» конструкции Владимира Петлякова. «Петляковыми» в первую очередь вооружили 5-ю эскадрилью 40-го полка. На этих самолётах 13 июля 1941 года эскадрилья нанесла групповой удар по центру нефтедобывающей и перерабатывающей промышленности Румынии — Плоешти. Удар этот вошёл в историю ВВС Черноморского флота, как один из смелых, дерзких и удачных, предпринятых в первые недели войны. Его задумал и лично возглавил командир эскадрильи капитан Александр Цурцумия. В налёте на Плоешти участвовало 6 экипажей. На задание вылетели в середине дня с одного из аэродромов Молдавии, куда перебазировались накануне. Надо было использовать фактор внезапности. В дневное время сделать это трудно. На помощь пришли находчивость и военная хитрость. «Пе-2» тогда ещё были новинкой. Имея два киля, они походили на немецкие самолёты «Ме-110» и «До-215». Это сходство и решил использовать Александр Цурцумия. К Плоешти зашли со стороны Карпат, откуда противник не ожидал нападения. Появление «Петляковых» над целью не вызвало тревоги. Противники приняли их за своих.
«Пе-2» легли на боевой курс. Штурманы — старшие лейтенанты Александр Горбылёв, Пётр Карташёв, лейтенанты Иван Филатов, Владимир Василевский, Пётр Родионов и Иван Резников — спокойно прицелились. С высоты 3000 метров они сбросили на нефтезаводы 24 фугасные и столько же зажигательных бомб. Противники всё же оказали сопротивление, хотя и с опозданием. С ближайшего аэродрома поднялись истребители. Восточнее города Фокшаны они настигли черноморцев. Завязался воздушный бой. В ожесточённой схватке штурман лейтенант Иван Филатов и стрелок-радист младший сержант Александр Алексеев сбили два «мессершмитта». Но и фашистам удалось сбить один «Пе-2». К сожалению второй наш бомбардировщик, тяжело поврежденный в бою, разбился при посадке на аэродроме, хотя его экипаж  уцелел. В результате бомбардировки по данным разведки, было разрушено два заводских корпуса, два нефтяных склада, нефтеперегонный завод «Униреа», дававший семь процентов всей продукции района, разбито много вагонов, цистерн и баков с нефтью, сожжено около четверти миллиона тонн нефтепродуктов. Именно после этого авианалета, оценив угрозу для румынских нефтепромыслов, главное командование вермахта приняло решение о перенацеливании 11-й полевой армии на штурм Крымского полуострова. В условиях 1941 года, когда победу для гитлеровской Германии могло обеспечить только стремительное продвижение вглубь Советского Союза, мощное оперативное объединение вермахта на целый год было отвлечено на довольно важный но второстепенный участок советско-германского фронта. Исходя из достигнутых дальнейших результатов и последствий, операцию шести бомбардировщиков капитана А.П. Цурцумии можно полагать самым результативным боевым вылетом за 1941 год, если не за всю войну. 
Командир эскадрильи 40-го бомбардировочного авиационного полка 63-й бомбардировочной авиационной бригады военно-воздушных сил Черноморского флота майор Александр Цурцумия за время участия в боевых действиях совершил 87 боевых вылетов на штурмовку войск противника, для нанесения бомбовых ударов по его военным и промышленным объектам, нанеся врагу значительный урон. К званию Героя он был представлен в ноябре 1943 года.
Погиб 29 декабря 1941 года при возвращении с боевого задания в ходе Керченско-Феодосийской десантной операции: при посадке на аэродроме станицы Крымской самолёт не успел остановиться на заснеженной взлётно-посадочной полосе, выкатился с неё и перевернулся, весь экипаж погиб. Останки лётчика забрали братья и похоронили на родине в селе Голаскури.
Указом Президиума Верховного Совета СССР «О присвоении звания Героя Советского Союза офицерскому и сержантскому составу Военно-Морского флота» от 22 февраля 1944 года за «образцовое выполнение боевых заданий командования на фронте борьбы с немецкими захватчиками и проявленные при этом отвагу и геройство» удостоен посмертно звания Героя Советского Союза.

## Награды
- Герой Советского Союза (22.02.1944, посмертно)
- Орден Ленина (22.02.1944, посмертно)
- Орден Красного Знамени (14.07.1941)
- Орден Отечественной войны 1-й степени (29.09.1945, посмертно)

## Память
- В честь Александра Цурцумии названы улицы в Тбилиси, Сенаки и пгт Октябрьское в Крыму.
- Памятники установлены в Сенаки и пгт Красногвардейское, в последнем также установлена и мемориальная доска.
- Именем Героя была названа эскадрилья одного из авиационных полков.
- Имя увековечено на Мемориале защитникам Севастополя 1941—1942 годов.